# Jean-Drapeau (métro de Montréal)
Jean-Drapeau est une station sur la ligne jaune du métro de Montréal. Elle est située entre l'allée Calder et le centre aquatique sur l'île Sainte-Hélène, dans l'arrondissement Ville-Marie de Montréal, dans la province de Québec, au Canada.

## Situation sur le réseau

Plan du métro en 2021

Établie en souterrain, Jean-Drapeau est l'unique station intermédiaire de la ligne jaune du métro de Montréal, située entre les stations Berri-UQAM et Longueuil–Université-de-Sherbrooke.

## Histoire
La station Jean-Drapeau est mise en service le 28 avril 1967, pour l'Exposition universelle. Elle est due à l'architecte Jean Dumontier en réalise lui-même les installations artistiques.
Construite en vue de l'exposition, la station est conçue pour recueillir un fort achalandage et peut accueillir des milliers de personnes : grands volumes, grandes aires d'attentes au niveau des quais et, à l'origine, la station possède même des toilettes publiques utilisé par les employés de la STM de nos jours.
La station s'appelait alors Île-Sainte-Hélène puis est renommée le 10 mai 2000 en l'honneur de l'ancien maire de Montréal, Jean Drapeau.
En 2016, la STM construit deux ascenseurs qui relis la mezzanine au deux quais. les travaux ont terminé en 2019, mais les ascenseurs sont inutilisable pour les personnes à mobilités réduites parce que ni la station Berri-UQAM (Ligne Jaune), ni la station Longueuil-Université-de-Sherbrooke ne possèdent d'ascenseurs. Vers 2025, ils le seront avec ouverture des ascenseurs à Berri-UQAM.

## Services aux voyageurs

### Accès et accueil
- 170, Île Sainte-Hélène[4].

Cet édicule comporte deux sorties qui mènent les deux vers le parc Jean-Drapeau, la Biosphère de Montréal et la Place 67. L'édicule comporte deux ascenseurs qui relient la mezzanine aux quais, mais aucune des autres stations de la ligne jaune n'est accessible aux personnes à mobilité réduite.

### Desserte
Jean-Drapeau est desservie : en direction de Berri-UQAM, tous les jours à partir de 5h32, jusqu'à 1h02, semaine et dimanche, et 1h32 les samedis ; en direction de Longueuil–Université-de-Sherbrooke, tous les jours à partir de 5h32, jusqu'à 1h02, semaine et dimanche, et 1h32 les samedis. En semaine, les rames sont espacées de 3 à 5 minutes aux heures de pointe et de 5 à 10 minutes durant les heures creuses. En fin de semaine la fréquence de passage des rames est toutes les 5 à 10 minutes.

Installations et desserte
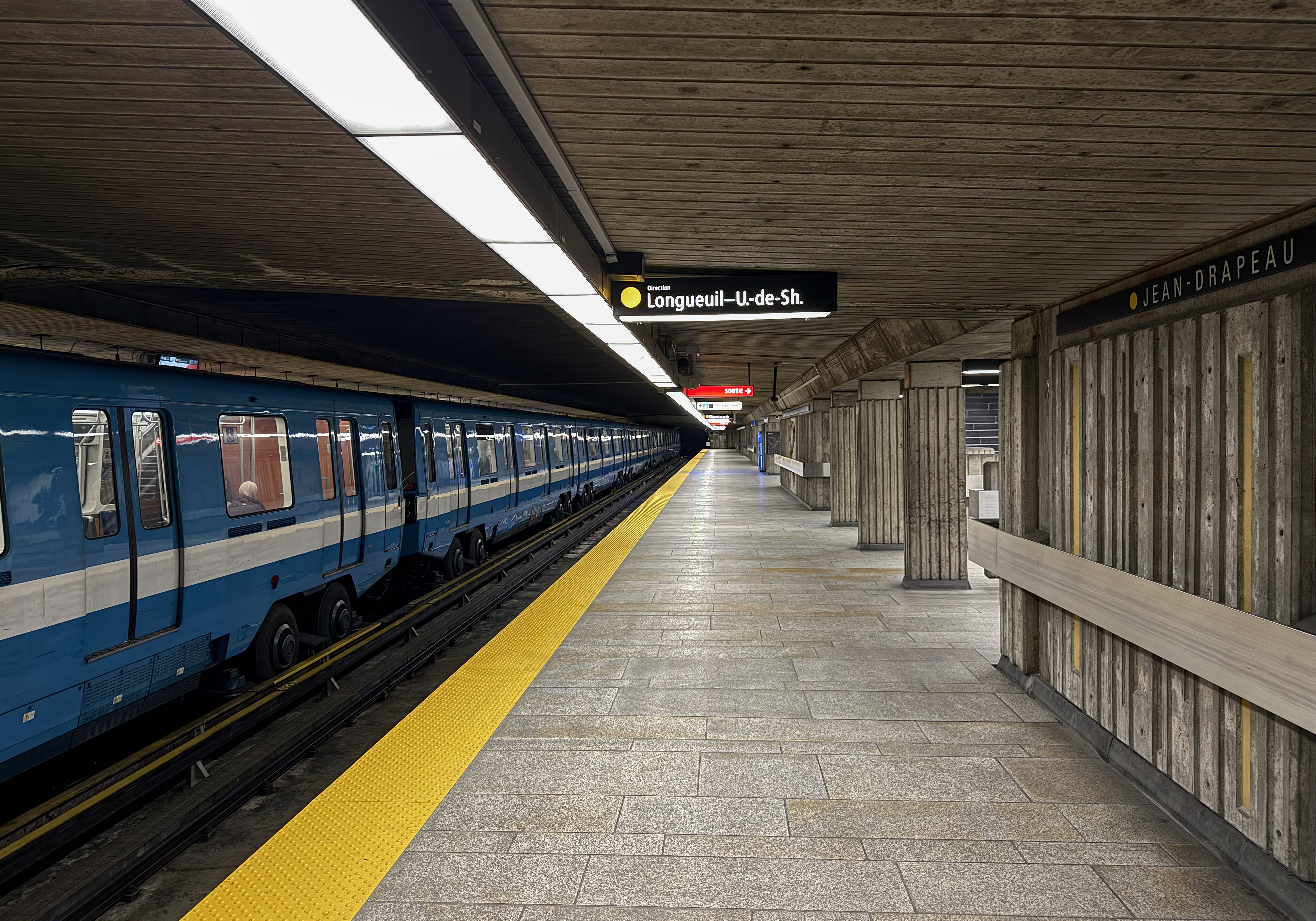

### Intermodalité
Elle est desservie par des bus des lignes : 767 (service saisonnier entre avril et octobre), 768 (service saisonnier entre juin et septembre) et 777.

## L'art dans la station
La station est décorée par Jean Dumontier qui réalisa quatre silhouettes humaines découpées dans le béton cannelé, peint en ocre dans les creux, évoquant le thème de l'Expo 67 : Terre des Hommes.

## À proximité

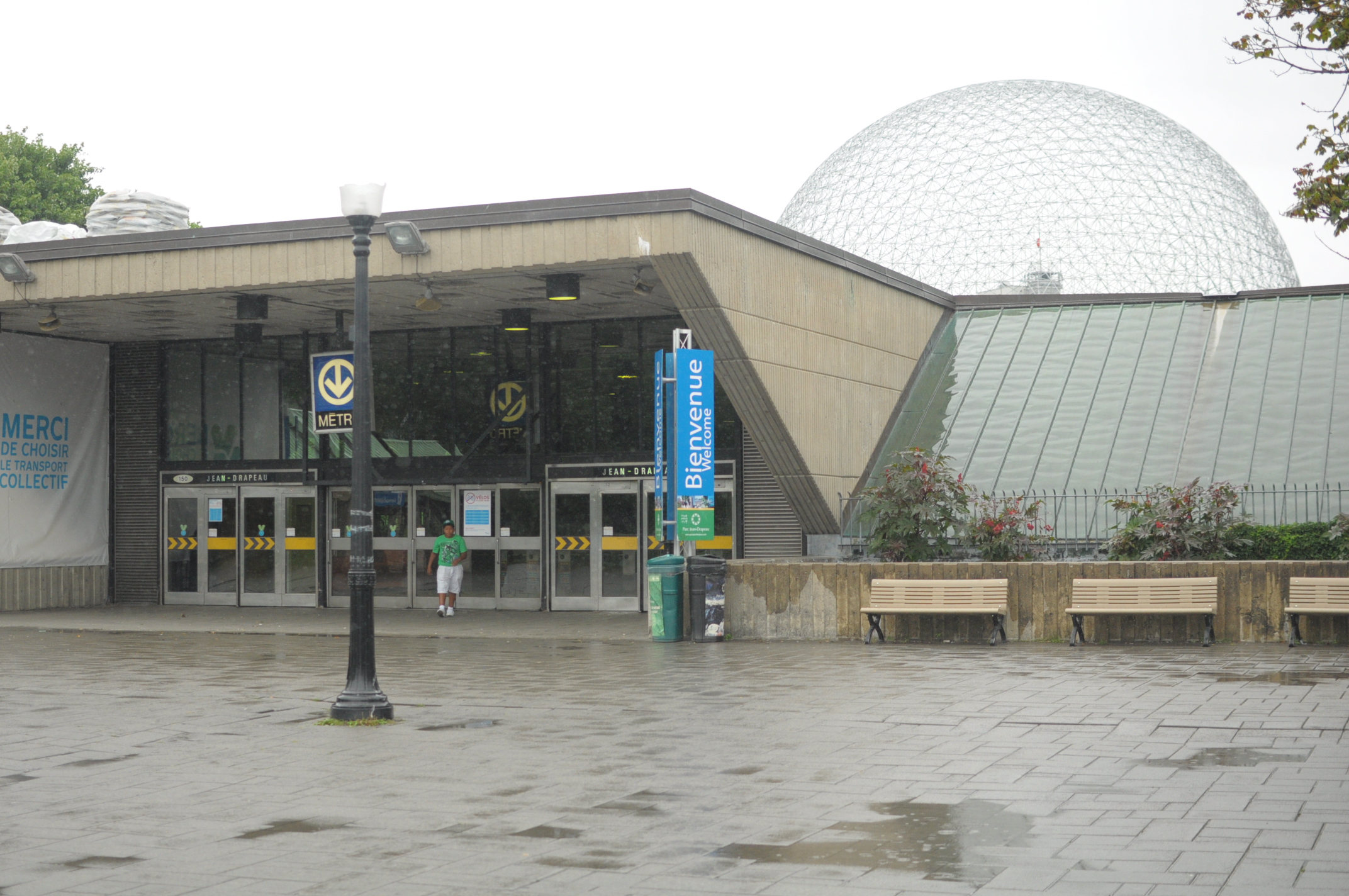
Édicule de la station Jean-Drapeau

Située sur l'île Sainte-Hélène, la station dessert non seulement cette île mais aussi l'île Notre-Dame : le parc Jean-Drapeau, la biosphère de Montréal, le casino de Montréal, La Ronde, le Circuit Gilles-Villeneuve, la maison Hélène-de-Champlain, le théâtre de la Poudrière, le bassin olympique et la place 67. Elle est à proximité du chemin MacDonald.